# EBL (Genossenschaft Elektra Baselland)
Die EBL (Genossenschaft Elektra Baselland) ist ein Energieversorgungsunternehmen mit Sitz in Liestal BL in der Schweiz. Das Unternehmen versorgt mehr als 200'000 Menschen mit Strom, Wärme und Dienstleistungen der Telekommunikation. Der Unternehmenssitz ist Liestal.

## Tätigkeitsgebiet
Die Unternehmensaktivitäten der EBL konzentrieren sich auf die Geschäftsfelder Stromversorgung, Wärmeversorgung, E-Mobilität und Dienstleistungen der Telekommunikation.
Die Stromversorgung ist das Kerngeschäft des Unternehmens. Versorgungsgebiet ist das obere Baselbiet zwischen Diegten und Pratteln. Dieses beliefert die EBL mit rund 568’964 Megawattstunden Strom pro Jahr. 59 % des gesamten Stromes bezieht die EBL von der Alpiq Holding AG. 21 % stammen aus den Rheinkraftwerken, wozu das Wasserkraftwerk Birsfelden und das Wasserkraftwerk Augst gehören. 19 % Beschaffung am Grosshandelsmarkt. Den Rest bezieht die EBL aus eigenen und fremden dezentralen Anlagen wie Solaranlagen, Windkraftwerken und Wärmekraftkopplungsanlagen.
Die EBL plant, baut und betreibt Wärmeverbünde in der ganzen Schweiz. Mittlerweile unterhält sie rund 47 Anlagen (2020) mit einem Wärmeabsatz von rund 240‘000 MWh (Megawattstunden) pro Jahr. Weitere Projekte sind in der Planung.
Die Kabelnetze der EBL Telecom befinden sich in den Regionen Liestal und Laufen, der Romandie und im Mittelland bei Bern und Luzern. Die Netze sind eine Kombination von Glasfaserkabeln und Koaxialkabeln. Neben eigenen Kabelnetzen arbeitet die EBL Telecom auch mit Partnernetzen zusammen. Ende 2019 versorgte die EBL Telecom rund 64702 Haushalte, 134713 Personen und 35726 Internetkunden.

## Geschichte
Die EBL wurde am 27. November 1898 als regionales Stromversorgungsunternehmen gegründet. 1992 dehnte das Unternehmen seine Aktivitäten vom reinen Stromgeschäft auf das Wärmegeschäft aus. 2001 folgte mit der partnerschaftlichen Gründung der EBLCom AG der Einstieg des Unternehmens in den Markt für Telekommunikation. Im Jahr 2008 wurden alle Telekommunikationsbeteiligungen zu 100 % in die EBL integriert.
Seit der Jahrtausendwende gilt das Hauptengagement des Unternehmens den erneuerbaren Energien. 2004 gründete die EBL mit Partnern die Geopower AG mit Sitz in Basel, die gemeinsam mit der Geothermal Explorers Ltd. das tiefengeothermische Pilotprojekt Deep Heat Mining Basel plante. Das Projekt wurde im Jahr 2007 sistiert. 2010 gründete die EBL zusammen mit den IWB die Biopower Nordwestschweiz AG, deren Ziel es ist, erneuerbare Energien aus Biomasse zu gewinnen. 2006 folgte die Gründung des Vereins Energie Zukunft Schweiz, der sich als Kompetenzzentrum für erneuerbare Energien versteht. 2012 konnte die EBL in Spanien das weltweit erste auf der Linear Fresnel Technologie beruhende Solarthermiekraftwerk Puerto Errado 2 gemeinsam mit den weiteren Projektbeteiligten in Betrieb nehmen.
2023 hat EBL die Telecom-Sparte an Sunrise veräussert.

## Unternehmensform
Die EBL ist eine privatrechtliche Genossenschaft. Die Genossenschafter sind juristische und private Personen mit Liegenschaftseigentum, das an das Stromnetz der EBL angeschlossen ist. 2017 zählte das Unternehmen rund 12‘000 Genossenschafter.

## Unternehmensstruktur
Die EBL gliedert sich in folgende sechs Geschäftsbereiche:
- Strom
- Netze und Anlagen
- Wärmecontracting
- Wärmesysteme
- Telecom
- Finanzen und Dienste

Die EBL unterhält unter anderem folgende Unternehmensbeteiligungen:
- Alpiq Holding AG (7,1%)
- EBL España Services S.L.U. (100,0%)
- EBL Wind Invest AG (17,1%)
- EBLD Schweiz Strom GmbH (100,0%)
- EBLD Windpark Möthlitz GmbH (100,0%)
- EBLS Schweiz Strom AG (100,0%)
- Geo-Energie Suisse AG (16,3%)
- HelveticWind Deutschland GmbH (10,9%)
- HelveticWind Italia S.r.l.,(10,9%)
- HerenciaSol S.L.U., (100,0%)
- Kraftwerk Birsfelden AG (10,0%)
- Tubo Sol PE2, S.L., (63.0%)

## Beteiligungen
Die EBL fördert die Energiegewinnung durch neue erneuerbare Energien. An nachfolgenden Projekten war die EBL als Unternehmen seit 2010 massgeblich beteiligt:

### Solarkraftwerk Puerto Errado 2 in Calasparra, Spanien (2012)
Die EBL ist Haupteigentümerin der Projektgesellschaft Tubo Sol PE 2, die im Oktober 2012 das weltweit grösste Solarthermiekraftwerk auf Basis der Linear Fresneltechnologie unter dem Namen Puerto Errado 2 in Betrieb nehmen konnte. Das Kraftwerk produziert jährlich rund 50 Gigawattstunden Strom. Dies entspricht dem durchschnittlichen Verbrauch von 12'000 Haushalten. Auch am Projekt beteiligt sind Novatec Solar, IWB, EWZ, EKZ und EWB.

### Windpark in Möthlitz, Deutschland (2012)
Der Windpark in der norddeutschen Ortschaft Möthlitz ist der erste Windpark, der vollumfänglich im Besitz der EBL ist. Der Windpark besteht aus fünf Anlagen und produziert jährlich rund 21 Gigawattstunden Strom. Dies entspricht der Versorgung von 5'000 durchschnittlichen Haushalten. Der Windpark wurde im Juni 2012 in Betrieb genommen.

### Geo-Energie Suisse AG, Schweiz (2010)
Die EBL ist eines von sieben Gründungsmitgliedern der Geo-Energie Suisse AG. Zu den Gründungsmitgliedern gehören nebst der EBL die AET, EWZ, EOS, EWB, GVM und die IWB. Das Schweizer Kompetenzzentrum für Tiefengeothermie wurde im November 2010 gegründet. Ziel des Kompetenzzentrums ist es, der Tiefengeothermie mit Pilotprojekten in der Schweiz zum Durchbruch zu verhelfen.

### EBLD Schweiz Strom GmbH, Deutschland (2010)
Seit Frühjahr 2010 vertreibt die EBL durch ihre Tochterunternehmung EBLD Schweiz Strom GmbH, Rheinfelden (Baden), Ökostrom in Deutschland. Das Ökostromprodukt «Schweiz Strom Plus» wird zu 100 % aus TÜV zertifizierter Wasserkraft gewonnen.